# Jean Luciano
Jean Luciano Durango (Niza, Francia, 2 de enero de 1921-Niza, 7 de julio de 1997) fue un futbolista francés. Jugaba de centrocampista y su primer club fue el Niza.
ib.

## Carrera
Comenzó su carrera en 1936 jugando para el Niza. Jugó para el club hasta 1945. En ese año se fue al Stade Français. Se mantuvo hasta 1947. En ese año se pasó a las filas del CO Roubaix-Tourcoing. Jugó en ese equipo hasta 1948. En ese año regresó al Niza. Jugó para ese equipo hasta 1950. Ese año se fue a España, en donde formó parte de las filas del Real Madrid, en donde estuvo ligado hasta 1951, cuando ese año se fue directo al UD Las Palmas. Jugó hasta 1953. En ese año regresó a Francia, en donde formó parte del AS Aix-en-Province. Se retiró del equipo en 1955.

## Selección nacional
Fue internacional con la selección de fútbol de Francia entre 1949 y 1950.

## Clubes
| Club                 | País    | Año       |
| -------------------- | ------- | --------- |
| Niza                 | Francia | 1936-1945 |
| Stade Français       | Francia | 1945-1947 |
| CO Roubaix-Tourcoing | Francia | 1947-1948 |
| Niza                 | Francia | 1948-1950 |
| Real Madrid          | España  | 1950-1951 |
| UD Las Palmas        | España  | 1951-1953 |
| AS Aix-en-Province   | Francia | 1953-1955 |